# 硫唑嘌呤
硫唑嘌呤（INN：azathioprine，AZA）商品名為 Imuran 等，在台灣以安思平或移護寧較常見，是一種結構類似嘌呤的免疫抑制劑；用於治療一系列的自體免疫性疾病，包括類風濕性關節炎、天疱瘡、肉芽腫併多發性血管炎、克隆氏症、潰瘍性結腸炎、全身性紅斑狼瘡、多發性硬化症 、自體免疫性肝炎、重症肌無力，以及主要在器官移植後防止移植排斥反應。
此藥物被國際癌症研究機構列為一類人類致癌物。給藥方式為口服給藥或是靜脈注射。
使用此藥物常見的副作用有骨髓抑制和嘔吐。在有硫嘌呤甲基轉移酶遺傳缺陷的族群中尤其容易發生骨髓抑制現象。其他會導致嚴重的危險因子有罹患某些癌症的風險會因而增加。個體於懷孕期間使用可能會對胎兒造成傷害。硫唑嘌呤屬於抗代謝物家族中的嘌呤類似物亞類。它透過硫鳥嘌呤來干擾細胞製造RNA和DNA的過程而發揮作用。
硫唑嘌呤是由兩位美國科學家 ——喬治·H·希欽斯和格特魯德·B·埃利恩於1957年成功合成；將硫唑嘌呤帶入臨床應用的人是英國器官移植的先驅 Roy Yorke Calne，他在前者發現組織跟器官移植之排斥反應的免疫基礎後，曾試驗以 6-mercaptopurine 作為腎臟及心臟的移植用的免疫抑制劑。而在硫唑嘌呤被發現後，由於毒性較 6-mercaptopurine 小，Calne 便開始採用此藥物作為替代藥品。直到1978年 cyclosporine 出現以前，硫唑嘌呤跟類固醇的併用一直是抗器官移植用藥的標準；且 cyclosporine 也同樣是由 Calne 所引進臨床使用。
硫唑嘌呤已列入世界衛生組織基本藥物標準清單之中。此藥物在美國2018年最常使用處方藥中排名第358，開立的處方箋數量超過80萬張。

## 醫療用途
單獨使用硫唑嘌呤或與其他免疫抑制劑合併使用，以預防器官移植後發生的排斥反應，並治療一系列自體免疫疾病，包括類風濕性關節炎、天疱瘡、全身性紅斑狼瘡、貝賽特氏症和其他形式的血管炎、自體免疫性肝炎、異位性皮膚炎、重症肌無力、視神經脊髓炎譜系疾病（又稱德維克病（Devic's disease））、限制性肺病等。它也是治療發炎性腸道疾病（如克隆氏症和潰瘍性結腸炎）和多發性硬化症的重要藥物，這種藥物能有效減少患者對類固醇的依賴。
此藥物被美國食品藥物管理局（FDA）批准用於抑制人體對移植而來腎臟產生排斥的問題和治療類風濕性關節炎。

### 器官移植
硫唑嘌呤用於預防受者腎臟或肝臟同種異體移植器官的排斥反應，通常會與其他藥物結合使用，包括皮質類固醇、其他免疫抑制劑和局部放射治療。給藥方案在移植當時或隨後兩天內開始。

### 類風濕性關節炎
硫唑嘌呤具有類風濕關節炎緩解藥(DMARD)的作用，而被用於治療成人類風濕性關節炎的徵兆和症狀。非類固醇抗發炎藥和類固醇可與硫唑嘌呤合用或繼續使用（如果已使用），但不建議與其他類風濕關節炎緩解藥合用。

### 發炎性腸道疾病
硫唑嘌呤常用於治療中重度克隆氏症，以維持疾病緩解，特別是對於依賴類固醇的患者。並有助於治療瘻管型克隆氏症患者。但其作用緩慢，可能需要幾個才能達到臨床反應。
使用硫唑嘌呤治療與罹患淋巴瘤風險增加有關，但尚不清楚這是由於此藥物，還是與克隆氏症相關的易感性所致。較低劑量的硫唑嘌呤可用於治療難治性或類固醇依賴性克隆氏症的兒童，且副作用較少。它也可以用於預防潰瘍性結腸炎復發。

### 其他
硫唑嘌呤有時用於治療全身性紅斑狼瘡，對於復發性紅斑性狼瘡患者需要維持劑量為15毫克或增加潑尼松的劑量。

## 不良反應

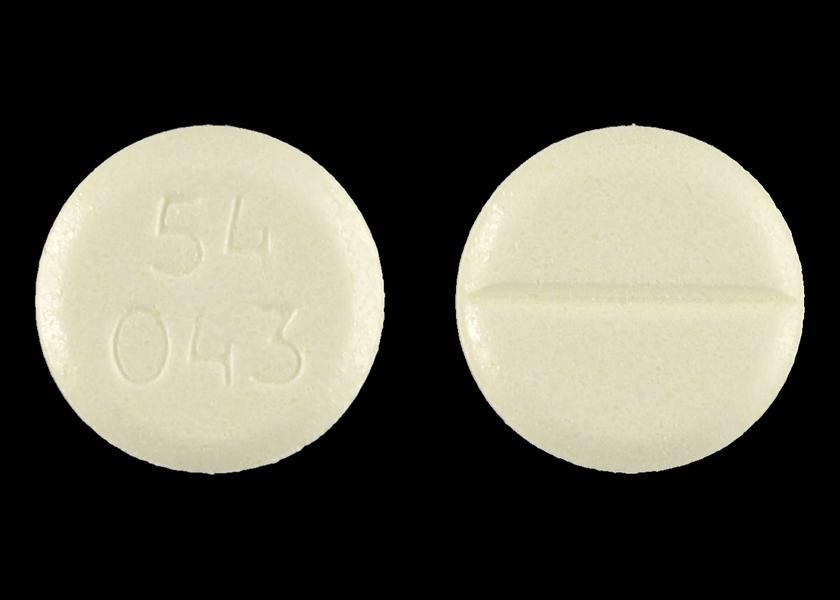
兩種硫唑嘌呤通用名藥物口服錠劑，每錠50毫克。

噁心和嘔吐是常見的不良反應，尤其是在治療開始時。這種情況可透過飯後服用硫唑嘌呤或靜脈推注來解決。
可能與過敏反應有關的副作用包括頭暈、腹瀉、疲勞和皮疹。頭髮掉落常見於器官移植患者。由於硫唑嘌呤會抑制骨髓，患者可能會出現貧血，而更容易感染。建議個體在治療期間定期監測其血球計數。急性胰腺炎也可能發生，特別是在克隆氏症患者。 
此藥物被國際癌症研究機構列為一類人類致癌物。

### 癌症
美國衛生及公共服務部國家毒物計畫在發佈的第12次致癌物報告中將硫唑嘌呤列為人類致癌物，聲稱"基於充分對人類的研究證據，該物質被認定為人類致癌物。" FDA要求從2009年8月開始在藥物包裝上添加有關某些癌症風險增加的警告。

#### 皮膚癌
在器官移植患者中，皮膚癌的發生率是一般人群的50至250倍。高達60%至90%的患者於移植手術後20年會出現皮膚癌問題。在器官移植手術中使用免疫抑制劑（包括硫唑嘌呤），已被發現與皮膚癌發生率增加有關聯。

## 過量
人體對於使用大單劑量通常耐受性良好。有一名患者一次服用7.5克硫唑嘌呤（150片），除嘔吐、白血球數略有下降、肝功能指數略有變化外，沒出現任何相關症狀。長期過量服用的主要症狀是不明原因的感染、口瘡和自發性出血，這些都是骨髓受到抑制的後果。

## 藥物交互作用
其他嘌呤類似物，如別嘌醇，會抑制黃嘌呤氧化酶（分解硫唑嘌呤的酵素），而增加硫唑嘌呤的毒性。然而，低劑量的別嘌呤醇已被證明可安全增強硫唑嘌呤的療效，特別是在對炎症性腸病治療無反應的患者。但仍然會導致淋巴球計數降低和感染率升高，因此個體於使用這種組合時需仔細監測。
硫唑嘌呤會降低抗凝血劑華法林和非去極化肌肉鬆弛劑的作用，但會增加去極化肌肉鬆弛劑的作用。它還會干擾[[维生素B3]]，導致至少有一例糙皮病和致命骨髓衰竭的報導。

## 懷孕與哺乳
硫唑嘌呤可導致胎兒發生出生缺陷。
硫唑嘌呤為具細胞毒性的藥物，傳統上被列為哺乳期用藥禁忌。然而，根據美國臨床藥理學家Thomas Hale在其名為"Medications and Mothers' Milk"的著作中，將硫唑嘌呤的哺乳風險評估為"L3"，即中等安全等級。

## 藥理學

### 藥物動力學
硫唑嘌呤經由個體的腸道吸收達到約88%。由於藥物在肝臟中部分失活，個別患者的生物利用度差異很大（介於30%至90%之間）。藥物本身及其代謝物在攝入1-2小時後達到最高血漿濃度，硫唑嘌呤的平均血漿生物半衰期為26至80分鐘，藥物加代謝物的平均血漿生物半衰期為3-5小時。 有20%至30%在血液循環時與血漿蛋白結合。
硫唑嘌呤是一種前體藥物，本身並非活性藥物，屬於合成性嘌呤抑制劑；口服之後會代謝成 6-mercaptopurine，進而抑制DNA的合成而終止細胞生長，特別是生長快速的淋巴細胞。硫唑嘌呤可以單獨使用於特定的自體免疫疾病或者跟其它的免疫抑制劑合併使用於器官移植。

## 作用機轉
硫唑嘌呤能够拮抗嘌呤代谢，抑制嘌呤合成，从而抑制DNA、RNA和蛋白质的合成。嘌呤為生產DNA和RNA時所需，用於合成白血球的DNA和RNA會減少，进而能抑制淋巴细胞增殖，阻止抗原敏感淋巴细胞转化为免疫母细胞，产生免疫抑制作用。
硫唑嘌呤最初由兩位美國科學家 - 喬治·H·希欽斯和格特魯德·B·埃利恩於1957年合成，一開始作為化學治療藥物之用。美國醫師Robert Schwartz於1958年研究硫鳥嘌呤（6-Mercaptopurine）對免疫反應的影響，發現它可顯著抑制抗體形成。
英國器官移植先驅羅伊·侃基於英國生物學家彼得·梅達沃和格特魯德·B·埃利恩對移植組織和器官排斥的免疫學基礎的研究，以及Robert Schwartz對硫鳥嘌呤的研究，而引入硫鳥嘌呤作為腎臟和心臟移植的實驗性免疫抑制劑。當羅伊·侃向格特魯德·B·埃利恩詢問相關化合物的問題時，後者建議使用硫唑嘌呤，羅伊·侃發現硫唑嘌呤作用優於硫鳥嘌呤的（同樣有效，但對骨髓毒性較低）。
於1962年4月進行的世界首次腎臟移植給無血緣關係的受體（同種異體移植）的成功案例，使用的藥物有硫唑嘌呤和潑尼松（一種糖皮質素）。.這種以硫唑嘌呤和糖皮質素為基礎的雙重藥物療法在往後許多年一直是標準的抗排斥做法，直到環孢素於1978年被引入臨床使用（同樣經由羅伊·侃引入）才發生改變。
由於環孢素能顯著延長移植患者的存活期，特別是在心臟移植方面，因此已逐漸取代硫唑嘌呤成為免疫抑制的首選藥物之一。另由一種抗排斥藥物黴酚酸，其價格較高，但因副作用如骨髓抑制、感染風險以及急性排斥反應發生率均較低，而成為另一種備受青睞的替代選擇，也在器官移植領域中取代部分硫唑嘌呤的應用。

## 延伸閱讀
- Dean L. . Pratt VM, McLeod HL, Rubinstein WS,  et al  (编). . National Center for Biotechnology Information (NCBI). 2012. PMID 28520349. Bookshelf ID: NBK100661.